# Henagar (Alabama)
Henagar es una ciudad ubicada en el condado de DeKalb en el estado estadounidense de Alabama. En el censo de 2000, su población era de 2400.

## Demografía
En el 2000 la renta per cápita promedia del hogar era de $ 29.777$, y el ingreso promedio para una familia era de 34.469$. El ingreso per cápita para la localidad era de 14.836$. Los hombres tenían un ingreso per cápita de 29.309$ contra 19.401$ para las mujeres.

## Geografía
Henagar está situado en 34°38′1″N 85°44′35″O / 34.63361, -85.74306 (34.633700, -85.742921).
Según la Oficina del Censo de los EE. UU., la ciudad tiene un área total de 21.90 millas cuadradas (56.71 km²).